# Argençola
|  | Aquest article tracta sobre el municipi a la comarca de l'Anoia. Si cerqueu la urbanització al municipi de Castellnou de Bages, vegeu «Argençola (Castellnou de Bages)». |

Argençola és un municipi a la comarca de l'Anoia situat a la part occidental d'aquesta, tot i que forma part de la comarca natural de la Segarra. El municipi té 216 habitants (2022) i té una superfície de 47,09 km². El topònim del nom prové d’Argenciola (s. XI), diminutiu d’argentu.
Al terme hi destaquen les ruïnes del castell d'Argençola i l'Església de Sant Llorenç, als peus del castell d'Argençola, beneïda l'any 1891 en substitució de l'anterior església parroquial, la qual estava documentada des del 1032 i situada una mica més avall que l'actual. Es van fer servir les pedres del castell en la construcció del nou temple, de factura neoclàssica, amb un campanar de tradició barroca. A l'interior es conserven diverses esteles discoïdals de l'antic cementiri.

## Geografia
- Llista de topònims d'Argençola (orografia: muntanyes, serres, collades, indrets..; hidrografia: rius, fonts...; edificis: cases, masies, esglésies, etc).

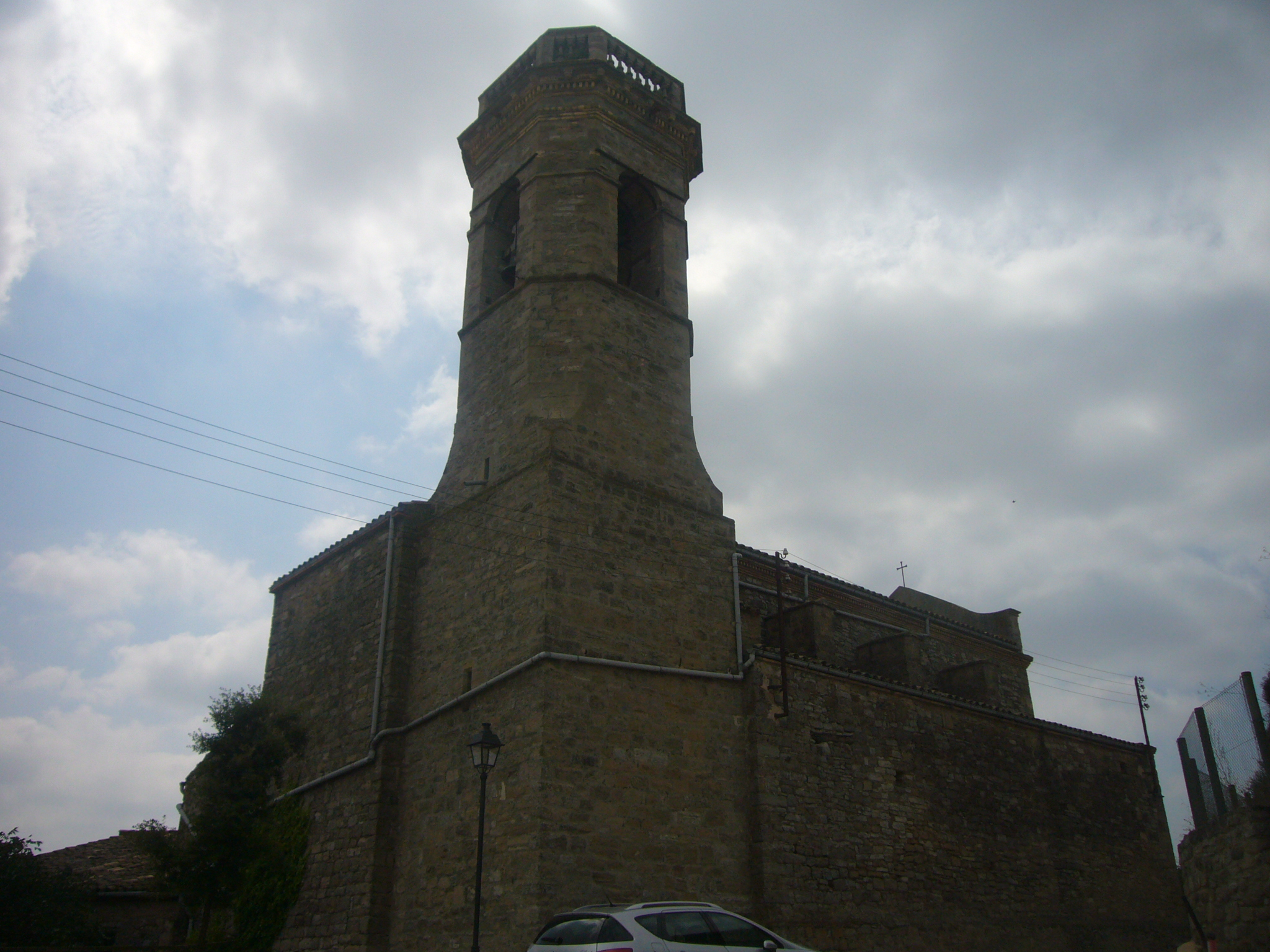
Església de Sant Llorenç

El terme municipal d'Argençola, de 47,09 km², un dels més extensos de la comarca, és situat al seu extrem de ponent, al límit amb la Segarra i amb la Conca de Barberà. Limita amb Santa Coloma de Queralt (a la Conca de Barberà), al SW, a l’W amb Talavera (de la Segarra), on hi ha el límit de les tres comarques i de les tres províncies de Tarragona, Lleida, i Barcelona, i amb els termes de Montmaneu (NW), Sant Guim de Freixenet (Segarra), Veciana (N), Jorba (E) i Sant Martí de Tous (SE).
El territori forma part dels primers altiplans segarrencs, drenats pel Torrent del Molí, un dels afluents de capçalera de l'Anoia (al NW del terme) i la riera de Clariana, afluent per la dreta del mateix riu dins el terme de Jorba, que travessa el municipi d'oest a est. Comprèn, a més del poble d'Argençola, cap del municipi, els pobles de Clariana, Carbasí, Albarells, Porquerisses, Contrast i Rocamora d'Argençola, la caseria dels Plans de Ferran i els antics llocs de la Goda i Tolosa i el nucli de Santa Maria del Camí (una part pertany a Argençola, la que inclou les dues esglésies, i l'altra a Veciana)

### Economia i medi físic
L'economia es basa sobretot en l'agricultura. Les terres conreades són dedicades gairebé totes als cereals, amb alguns claps residuals de vinya i olivera. La superfície forestal, amb pinedes i alzinars, és important. Pel que fa a la ramaderia, hom troba bestiar porcí, oví, aviram i també hi ha cria de conills. S'han explotat algunes pedreres i jaciments de lignit.

### Demografia
El fogatjament de 1365-70 donava 123 focs per al conjunt dels nuclis, però aquesta xifra baixà sensiblement als segles xv i xvi i al segle xviii la població era relativament escassa (249 h el 1718, 365 h el 1787). Des de mitjan segle xix (720 h el 1857) fins al 1936 (701 h) es mantingué relativament estable, malgrat el descens motivat per la fil·loxera, però dels anys cinquanta fins a la dècada del 1990 l'èxode rural ha estat important i la davallada intensa (379 h el 1960, 239 h el 1970, 221 h el 1981, 195 h el 1991, 192 h el 2001 i 210 h el 2005). És elevat el percentatge de població disseminada. Actualment però, Argençola té un total de 216 habitants, dels quals 116 són homes i 100 dones, segons dades del 2022 de l'IDESCAT. El municipi està format per set entitats de població.
| Entitat de població      | Habitants (2024) |
| Argençola                | 92               |
| Porquerisses i Albarells | 62               |
| Clariana                 | 40               |
| Carbasí                  | 18               |
| Contrast                 | 14               |
| Rocamora                 | 9                |
| els Plans de Ferran      | 6                |
| Font: Idescat            |                  |

| 1497 f | 1515 f | 1553 f | 1717 | 1787 | 1857 | 1877 | 1887 | 1900 | 1910 |
| ------ | ------ | ------ | ---- | ---- | ---- | ---- | ---- | ---- | ---- |
| 45     | 51     | 61     | 249  | 277  | 720  | 557  | 568  | 510  | 582  |

| 1920 | 1930 | 1940 | 1950 | 1960 | 1970 | 1981 | 1990 | 1992 | 1994 |
| ---- | ---- | ---- | ---- | ---- | ---- | ---- | ---- | ---- | ---- |
| 593  | 658  | 672  | 622  | 379  | 239  | 221  | 198  | 192  | 192  |

| 1996 | 1998 | 2000 | 2002 | 2004 | 2006 | 2008 | 2010 | 2012 | 2014 |
| ---- | ---- | ---- | ---- | ---- | ---- | ---- | ---- | ---- | ---- |
| 163  | 163  | 196  | 195  | 209  | 210  | 230  | 245  | 245  | 212  |

| 2016 | 2018 | 2020 | 2022 | 2024 | 2026 | 2028 | 2030 | 2032 | 2034 |
| ---- | ---- | ---- | ---- | ---- | ---- | ---- | ---- | ---- | ---- |
| 227  | 219  | 219  | 216  | 237  | -    | -    | -    | -    | -    |

El 1857 incorpora Albarells, Carbasí, Clariana, Porquerisses, Rocamora i Santa Maria del Camí. Les dades anteriors són la suma dels antics municipis.

### Transports
Travessa el sector meridional la carretera comarcal C-37 d'Igualada a Santa Coloma de Queralt (amb un ramal a Clariana) i el septentrional la A-2 de Madrid a França per la Jonquera, l'antic camí ral, on hi ha l'antic hostal del Violí i de la qual surt un ramal a Argençola, a Porquerisses i Albarells, i un altre a la Panadella, vers Carbasí. Altres vies menors comuniquen diversos indrets del terme.